# Partido Comunista del Pueblo de Taiwán
El Partido Comunista del Pueblo de Taiwán es un partido político menor en la República de China. Fue fundado el 4 de febrero de 2017 por el empresario Lin Te-wang y fue el sexto partido con "comunista" en su nombre en registrarse en el Ministerio del Interior.

## Historia
Antes de establecer el Partido Comunista del Pueblo de Taiwán, Lin Te-wang era miembro del comité central del Kuomintang. Lin buscó la nominación del Kuomintang para el distrito electoral 1 de la ciudad de Tainan en las elecciones legislativas de 2016, pero el partido se negó. Posteriormente dejó el Kuomintang y se postuló sin éxito como independiente.
Descontento tanto con el Kuomintang como con el Partido Progresista Democrático, Lin estableció el Partido Comunista del Pueblo de Taiwán un año después, el 4 de febrero de 2017. Lin solicitó originalmente el registro del partido bajo el nombre de "Partido Comunista de China en Taiwán", pero el Ministerio del Interior le dijo que el nombre no podía usarse debido a las leyes existentes sobre las relaciones a través del Estrecho. La reunión inaugural del partido se llevó a cabo el 4 de febrero de 2017 en el distrito de Sinying, Tainan.
En el período previo a las elecciones legislativas de 2020, el Partido Comunista del Pueblo de Taiwán fue acusado de comprar votos con dinero canalizado desde China continental. Las autoridades de Tainan iniciaron una investigación preliminar después de recibir un aviso y allanaron las oficinas del partido el 30 de diciembre de 2019. Sesenta miembros del partido fueron detenidos para ser interrogados. El fiscal jefe adjunto de Tainan, Lin Chung-pin, anunció unos días después que los detenidos serían acusados de contravenir la Ley de Seguridad Nacional de Taiwán y las disposiciones de la Ley de Elección y Destitución de Servidores Públicos. Según la fiscalía, la dirección del partido llevó a varios residentes de Tainan a viajes a la provincia de Jiangsu a cambio de sus votos.

## Ideología
El propósito declarado del Partido Comunista del Pueblo de Taiwán es "abogar por el socialismo moderno para el desarrollo económico, adherirse al Consenso de 1992 y promover la paz a través del Estrecho".